# Modjo (альбом)
Modjo — дебютный и единственный студийный альбом французского дуэта Modjo, изданный в 2001 году лейблами Sound of Barclay и Universal Records. За него группа получила награду в номинации «Лучший танцевальный альбом».

## Об альбоме
Сингл «Lady (Hear Me Tonight)» стал хитом в 2000 году летом в Европе, разошедшись тиражом приблизительно в 1,5 миллионов экземпляров. Благодаря этому успеху Modjo заслужили место в Книге рекордов Гиннесса как первая в истории французская группа, которая возглавила британский UK Singles Chart, продержавшись с таким результатом 2 недели. В том же году, коллектив удостоился награды «Лучшего» французского исполнителя. Второй сингл «Chillin'» вышел в ноябре. В 2001 году он занял 3 место в чарте Финляндии и 10 позицию в Швейцарии. Тогда же Modjo провели концертный тур в поддержку альбома. Песни «What I Mean», «No More Tears» и «On Fire» также были выпущены синглами.
Релиз получил смешанные отзывы от критиков. Обозревателем сайта Allmusic он был встречен благосклонно. Тот в свою очередь отметил, что Modjo внесли некоторые новые ритмы в границах электроники, комбинируя «изящные» и «воодушевляющие» образцы диско с оригинальной и превосходной инструментовкой.
Александр Мурзак, рецензент из Звуки.ру, отрицательно оценил пластинку, назвав её «разочарованием года». Он посчитал, что Modjo создали одну из лучших поп-композиций 2000-х («Lady (Hear Me Tonight)»), но им не удалось представить публике ничего оригинального, так как пластинка получилась безликой и неинтересной. Диск, по его мнению, представляет собой простенькую смесь гитарных семплов, диско-хауса и латинской музыки в духе Энрике Иглесиаса.
На фоне «Lady» оставшиеся песни альбома смотрятся жалко, хотя «Rollercoaster» и «On Fire» могут вызвать небольшой интерес у слушателей. Автор рецензии белорусской Музыкальной газеты выразил мнение, что группа не гонит халтуру и альбом является ценным в коллекции меломана. По его мнению, на альбоме представлена отличная комбинация электронных ритмов и классических рок—ходов. Наиболее хорошими песнями диска критик счел «Acknowledgement», «No More Tears», «Rollercoaster», «Chillin'», «Peace of Mind» и «What I Mean», «Music Takes You Back», «On Fire», «Savior Eyes» и «Lady».

## Список композиций
| №   | Название                     | Автор(ы)                                                   | Длительность |
| --- | ---------------------------- | ---------------------------------------------------------- | ------------ |
| 1.  | «Acknowledgement»            | Ян Дестаноль, Ромен Траншар                                | 3:05         |
| 2.  | «Chillin'»                   | Ян Дестаноль, Ромен Траншар                                | 4:52         |
| 3.  | «Lady (Hear Me Tonight)»     | Ян Дестаноль, Ромен Траншар                                | 5:06         |
| 4.  | «Too Good to Be True»        | Ян Дестаноль, Ромен Траншар                                | 1:28         |
| 5.  | «Peace of Mind»              | Ян Дестаноль, Ромен Траншар                                | 3:15         |
| 6.  | «What I Mean»                | Ян Дестаноль, Ромен Траншар                                | 4:13         |
| 7.  | «Music Takes You Back»       | Ян Дестаноль, Ромен Траншар                                | 4:13         |
| 8.  | «No More Tears»              | Ян Дестаноль, Ромен Траншар                                | 6:15         |
| 9.  | «Rollercoaster»              | Ален Висняк, Жан Марк Серроне, Ян Дестаноль, Ромен Траншар | 4:13         |
| 10. | «On Fire»                    | Жан Марк Серроне, Ян Дестаноль, Ромен Траншар              | 6:36         |
| 11. | «Savior Eyes»                | Ян Дестаноль, Ромен Траншар                                | 5:13         |
| 12. | «Lady» (акустическая версия) | Ян Дестаноль, Ромен Траншар                                | 3:13         |

## Чарты
| Год       | Страна | Позиция |
| --------- | ------ | ------- |
| 2001      |        |         |
| Австрия   | 41     |         |
| Германия  | 30     |         |
| Финляндия | 39     |         |
| Франция   | 21     |         |
| Швейцария | 13     |         |

## Участники записи
- Ян Дестаноль — композитор, вокал, ритм-гитара
- Ромен Траншар — композитор, гитара
- Херв Бордес — микширование, звукорежиссёр
- Мэнди Парнелл — мастеринг
- Фабрис Дестагноль — обложка альбома